# 在令人煩躁的世界上方
《在令人煩躁的世界上方》（日语：もどかしい世界の上で）是日本女性聲優牧野由依的第4張單曲。2006年10月25日由Victor Entertainment發行。

## 解說
由於表題曲「在令人煩躁的世界上方」的內容充滿了音中等流行曲風之特色，被2006年7月至12月在千葉電視台等UHF系播出的電視動畫《歡迎加入N·H·K！》選為後半季（第13話開始）片尾主題曲使用。至於B面歌曲「 -New Mix-」則在同名電視動畫的第7話當作劇中插入歌曲使用，並在後來發行的《歡迎加入N·H·K！》動畫原聲帶中收錄。另外，初回生產版有收錄聲優牧野由依的照片護貝卡1張，種類總共有5種。

## 收錄歌曲
1. 在令人煩躁的世界上方 [4:23]
  - 作詞、作曲：佐佐倉有吾（日语：佐々倉有吾），編曲：島田昌典（日语：島田昌典）
  - 千葉電視台等UHF電視動畫《歡迎加入N·H·K！》後半季片尾主題曲
2. -New Mix- [4:09]
  - 作詞：佐伯健三（日语：サエキけんぞう），作曲、編曲：窪田晴男（日语：窪田晴男）
  - 千葉電視台等UHF電視動畫《歡迎加入N·H·K！》第7話劇中插入歌
3. 在令人煩躁的世界上方 Instrumental
4. -New Mix- Instrumental

## 收錄專輯
| 曲名                 | 收錄專輯       | 發行日期      | 備註                       |
| -------------------- | -------------- | ------------- | -------------------------- |
| 在令人煩躁的世界上方 | 《天球的音樂》 | 2006年12月6日 | 牧野由依的個人首張原創專輯 |

## 來源
1. ↑  Flying DOG. . 2006-10-25  [2017-01-30]. （原始内容存档于2017-07-29） （日语）.

## 外部連結
- Flying DOG官方網站的歌曲介紹頁面（页面存档备份，存于） （日語）